# Ken Pogue
Kenneth Pogue (26 de julio de 1934 – 15 de diciembre de 2015) fue un actor canadiense, que participó en 21 películas y series en sus 33 años de carrera.

## Carrera
Su primera participación en una película fue en 1969 en la película Los tres mosqueteros. Cabe destacar, que en la película Odisea bajo el mar (1973) él casi se ahogó en un equipo de buceo.
También trabajó en el Teatro de Crest, el Festival de Shakespeare en Stratford, el Centro St. Lawrence para las Artes y el Teatro Guthrie desde 1960 hasta 1980 antes de mover a televisión y cine. Sus otras participaciones en el cine incluyen El Socio Silencioso (1978), Perdido y Encontrado (1979), Virus (1980), Suzanne (1980), El Grey Fox (1982), La Zona Muerta (1983, como vicepresidente), Kane & Abel (1985), Acto de Venganza (1986), Muerto de Invierno (1987), Luna Loca (1987), y The Hitman (1991), protagonizado por Echa Norris. También participó en la película Sin piedad y fue el Padre Dominic en la película del 2006 El Mermaid Silla.
Uno de sus memorable papeles es Gerrard en CTV  piloto de Sur Previsto en 1994. Se estrenó en CBS en los Estados Unidos.También participó en la película Sin piedad. Pogue interpretó su carácter otra vez en la Estación 2 "Pájaro en la Mano", donde el policía Benton Fraser (Paul Bruto) está forzado a escoger entre el deber o la venganza.

## Vida personal
Estuvo casado con la actriz Diana Barrington hasta su muerte. Pogue murió de cáncer diez días antes de Navidad en vísperas del 2015.

## Filmografía

### Películas
- Los tres mosqueteros (1969)
- Odisea bajo el mar (1973)
- El Socio Silencioso (1978)
- Exterminio (1980)
- La Zona Muerta (1983)
- El gran robo (1983)
- Kane & Abel (1985)
- Acto de Venganza (1986)
- Siguiendo la pista (1986)
- Muerto en el invierno (1987)
- Luna Loca (1987)
- Bienvenido a casa (1989)
- Lazos comunes (1991)
- Hitman (1991)
- Maltratada (1995)
- Luna maldita (1996)
- Sin piedad (1999)
- El sexto día (2000)
- Un milagro para los Halls (2005)
- El secreto de la sirena (2006)
- Un perro llamado Navidad (2009)

### Series (apariciones más numerosas)
- Adderly (1986-1987): 21 episodios
- Katts y su perro (1988-1993): 8 episodios
- Más allá del límite (1996-1998): 3 episodios
- Viper (1997-1999): 3 episodios
- Millenium (1997-1999): 3 episodios
- Senderos misteriosos (2000-2001): 3 episodios
- Venganza (2013): 3 episodios